# Alien (zespół muzyczny)
Alien – szwedzki zespół rockowy, założony w 1986 roku.

## Historia
Zespół został założony jesienią 1986 roku przez gitarzystę Tony’ego Borga i wokalistę Hansa Gislassona. Skład uzupełnili basista Ken Sandin, klawiszowiec Jimmy Wandroph i perkusista Toby Tarrach. W grudniu 1986 roku w Studio Bohus muzycy nagrali piosenki „Headstrong” i „I’ll Survive”, po czym podpisali kontrakt z Virgin Records. W 1987 roku Gislasson został zastąpiony przez Jima Jidheda. W tym okresie, podczas trasy koncertowej po Skandynawii, muzycy przygotowali materiał na debiutancki album. Nagrań dokonano w Polar Studios i Sound City Studios na przełomie 1987 i 1988 roku. Wydany w 1988 roku nakładem Virgin debiutancki album grupy pn. Alien zajął drugie miejsce na szwedzkiej liście przebojów, a pochodzący z niego singel – „Only One Woman” (cover The Marbles) – pierwsze miejsce na liście przebojów w Szwecji. Wydaniu albumu towarzyszyła również trasa koncertowa. Jesienią 1988 roku Jidheda zastąpił Pete Sandberg, a w późniejszym czasie do grupy dołączył także Bert Andersson (instrumenty klawiszowe) i Imre Duan (perkusja). Kolejny album pn. Shiftin’ Gear został wydany w 1990 roku. Album odniósł mniejszy sukces komercyjny aniżeli Alien, zajmując w Szwecji 35. miejsce.
W 1991 roku zespół zawiesił działalność w związku z solową działalnością Borga. W 1993 roku nastąpiły liczne zmiany w składzie grupy. Zaangażowano klawiszowca Richarda André, perkusistę Stefana Ridderstralea, basistę Conny’ego Payne’a, wokalistę Tommy’ego Perssona (wkrótce później zastąpionego przez Daniela Zanggera Borcha). W tym samym roku ukazał się album zatytułowany Alien, który z powodu słabej produkcji nie cieszył się uznaniem na rynku. W 1995 roku ukazał się nieco cięższy album pt. Crash, na którym na perkusji zagrał Staffan Scharrin. Po wydaniu tego albumu Borg ogłosił przerwę w działalności grupy. Ponadto zorganizowano trasę koncertową promującą album. W 2001 roku w Japonii wydano płytę koncertową Live in Stockholm 1990.
Na początku 2004 roku Tony Borg i Jim Jidhed wznowili działalność zespołu, dokooptowując do składu basistę Bernta Eka i perkusistę Jana Lundberga. Album został ukończony w czerwcu, a wydany przez Frontiers Records pod nazwą Dark Eyes w 2005 roku. Od 2010 roku zespół działał w składzie Jidhed, Borg, Tarrach, nagrywając singel „Ready To Fly” i udzielając koncertów, m.in. na festiwalu Firefest w 2011 roku. 1 sierpnia 2013 roku w Bohus Sound zespół rozpoczął prace nad nagrywaniem nowego albumu, które trwały do końca roku. Efektem prac było wydanie w 2014 roku albumu pt. Eternity. W 2018 roku zespół obchodził trzydziestolecie działalności trasą koncertową w Szwecji i Niemczech. W roku 2020 wydany został kolejny album zespołu, Into the Future.

## Skład zespołu

### Obecny
- Jim Jidhed– wokal (1987–1988, od 2005)
- Tony Borg – gitara (1986–1995, od 2005)
- Toby Tarrach – perkusja (1986–1990, od 2010)

### Dawni członkowie
- Hans Gislasson – wokal (1986–1987)
- Pete Sandberg – wokal (1988–1993)
- Göran Edman – wokal (1990)
- Tommy Persson – wokal (1993)
- Daniel Zangger Borch – wokal (1993–1995)
- Ken Sandin – gitara basowa (1986–1993)
- Conny Payne – gitara basowa (1993–1995)
- Bernie Ek – gitara basowa (2005–2009)
- Jimmy Wandroph – instrumenty klawiszowe (1986–1990)
- Bert Andersson – instrumenty klawiszowe (1990–1993)
- Richard André – instrumenty klawiszowe (1993–1995)
- Mats Sandborgh – instrumenty klawiszowe (2005–2009)
- Imre Daun – perkusja (1990–1993)
- Stefan Ridderstrale – perkusja (1993–1995)
- Michael Wikman – perkusja (1993–1995)
- Staffan Scharin – perkusja (1995)
- Jan Lundberg – perkusja (2005–2009)

## Dyskografia
- Alien (1988)
- Shiftin’ Gear (1990)
- Alien (1993)
- Crash (1995)
- Best & Rare (1997, kompilacja)
- Live in Stockholm 1990 (2001, koncertowa)
- Dark Eyes (2005)
- Eternity (2014)
- Into the Future (2020)